# Paracelsiana
La paracelsiana és un mineral de la classe dels silicats, que pertany al grup del feldespat. Rep el nom del terme grec para, "proper", i celsiana, en al·lusió a la seva relació amb aquesta espècie mineral.

## Característiques
La paracelsiana és un silicat de fórmula química Ba(Al₂Si₂O₈). Cristal·litza en el sistema monoclínic. La seva duresa a l'escala de Mohs és 6.
Segons la classificació de Nickel-Strunz, la paracelsiana pertany a «09.FA - Tectosilicats sense H₂O zeolítica, sense anions addicionals no tetraèdrics» juntament amb els següents minerals: kaliofilita, kalsilita, nefelina, panunzita, trikalsilita, yoshiokaïta, megakalsilita, malinkoïta, virgilita, lisitsynita, adulària, anortoclasa, buddingtonita, celsiana, hialofana, microclina, ortosa, sanidina, rubiclina, monalbita, albita, andesina, anortita, bytownita, labradorita, oligoclasa, reedmergnerita, svyatoslavita, kumdykolita, slawsonita, lisetita, banalsita, stronalsita, danburita, maleevita, pekovita, lingunita i kokchetavita.

## Formació i jaciments
Va ser descoberta a les pedreres de marbre de Candoglia, al terme municipal de Mergozzo, dins la província de Verbano-Cusio-Ossola (Piemont, Itàlia). També ha estat descrita a la mina Benallt, a la localitat de Rhiw (comtat de Gwynedd, Gal·les), i a la mina Arschitza, a Iacobeni (Província de Suceava, Romania). Aquests tres indrets són els únics de tot el planeta on ha estat descrita aquesta espècie mineral.